# Культура участия
Культу́ра уча́стия (также партиципато́рная культура, от англ. participation — участие) — «активистская политическая культура», «политическая культура участия» или, по-другому, тип политической культуры, который характеризуется активным участием граждан в политике вне зависимости от позитивного или негативного отношения к политической системе.
Партиципати́вная культу́ра — культура, в которой частные люди (общественность) не действуют только как потребители, а выступают также как спонсоры или производители (англ. prosumers).
Некоторые авторы определяют как демократическую культуру.
Стиль управления, при котором руководитель является координатором группового процесса, обеспечивая всестороннее обсуждение наиболее важных вопросов. При таком подходе руководитель не пытается навязать группе «своё решение» и готов принять и осуществить любое решение, которое пользуется поддержкой всей группы.
Девиз партиципативной культуры: «Ты за дело, а дело — за тебя».

## История
В 1963 году американскими учеными Г. Алмондом и С. Вербой была предложена первая типология политической культуры. В основу они положили тип ориентации субъекта политического действия на «специализированные политические объекты» или «частотность различных видов когнитивной, аффективной и оценочной ориентаций в отношении политической системы в целом, аспектов её „входа“ и „выхода“ и самого себя как политического субъекта». Изучив политическую жизнь пяти стран — США, Англии, Германии, Италии, Мексики, они высказали гипотезы относительно важнейших типов политических культур, характерных для данных государств.
Исследователи выделили три «чистых» типа политической культуры, взяв за основу классификации ориентации субъектов политического процесса:
- патриархальный (провинциалистский);
- подданнический;
- активистский (культура участия; партиципативная культура).

## Общая характеристика
Культура участия — такая культура, в которой члены общества определённо ориентированы на систему вообще, а также как на политические, так и на административные структуры и процессы; другими словами, как на «входной», так и на «выходной» аспекты политической системы. Активистский тип отражает сильную ориентацию индивидов на существующую политическую систему независимо от положительной или отрицательной её оценки и активное участие в политической жизни общества. Индивидуальные члены такой политической системы могут быть благоприятно или неблагоприятно ориентированы на различные классы политических объектов. Они склоняются к тому, чтобы ориентироваться на «активную» собственную роль в политике, хотя их чувства и оценки таких ролей могут варьироваться от принятия до отрицания. Члены общества не только формулируют свои требования политического характера, но и являются активными участниками политической системы в целом. Граждане стремятся играть существенную роль в политике, активно влиять на все стадии политического процесса, они умело артикулируют свои интересы и оказывают влияние на процесс выработки политики через выборы, группы интересов, партии. В то же самое время они демонстрируют лояльность к политической системе, законопослушность и уважение к принятым решениям.

## Отличительные особенности
1. Способы выделения лидера и процесс принятия решений:
Лидерство основывается на содействии контактам и сотрудничеству
Организация направляется всесторонними обсуждениями
Руководство действует как катализатор группового взаимодействия и сотрудничества
Проблемы решаются на основе открытого взаимодействия
Разногласия и конфликты считаются жизненно необходимыми для эффективного решения проблем
Впервые появляется роль «управленца»
Совместно-творческий тип совместной деятельности
Механизм управления — программирование
2. Правила распределения ответственности и закрепления функций:
Функции и ответственность разделяются и сменяются по необходимости
С хроническими проблемами справляются с помощью более напряженной дискуссии и выработки способов решения
Повседневная работа постоянно перепроверяется для большего совершенства
Информация и данные, как правило, оцениваются и распределяются открыто
Относительно низкие барьеры для инициативы художественного творчества и добровольных обязательств
3. Место и роль интересов конкретного человека в жизнедеятельности организации:
Желания и интересы отдельных людей согласуются с интересами организации путём договоренностей
Коммуникации (общение) открыты и насыщены
Ценности профессионального роста
Тип личности — «профессионал»
Мощная поддержка творческого процесса разработки и разделение её результатов с другими
Большая роль неофициальных отношений, посредством которых новичкам передается опыт старых работников
Участники полагают, что их вклад в деятельность организации имеют большое значение
Участники чувствуют определенную степень социальной связи друг с другом (в минимальном варианте, они заботятся, что другие люди думают о том, что они создали)
Тип персонала — универсал, ориентированный как на достижение высокого результата общей деятельности, так и на непрерывный собственный творческий рост
Особенности психологического климата — высокая личная ответственность, креативность, ориентация на сотрудничество, гибкость смены позиций, создание условий для развития и уважения прав каждого

## Способы выявления типа культуры
Основными методическими приёмами направленных на выявление группового образа организации, в диагностической модели выступили:
- пилотажное нестандартизированное интервью для сбора общих данных об организации (история компании, тип деятельности, технология, форма собственности, коллектив, условия и интенсивность труда и прочие);
- «психогеометрический тест» (С. Деллингер), анализ которого производился с применением методики «Big Five’s» (Л. Р. Голдберг);
- «метафоры организационных изменений» (Р. Д. Маршак);
- вариант методики «Незавершенных предложений» на тему психологического климата организации (М. В. Крымчанинова);
- метафоры «Тип руководителя» (Т. Ю. Базаров, Е. А. Аксенова);
- метафоры «Тип организации» (Т. Ю. Базаров, Е. А. Аксенова);
- «психологический рисунок» образов «своей» и «противоположной» организаций;
- методика «Свободных ассоциаций» на тему логотипа своей организации;
- «экспресс-методика» по изучению социально-психологического климата в трудовом коллективе (О. С. Михалюк, А. Ю. Шалыто);
- исследование психологической атмосферы в группе (А. Ф. Фидлер)[5].

## Управленческие формы партиципативной культуры
В рамках партиципативной культуры существуют демократическая и знаниевая управленческие формы.

## Специфика процесса целеполагания в партиципативной культуре
В рамках демократической управленческой формы особое внимание уделяется демократизации процесса управления, которая дала бы возможность не столько достичь интересов большинства, но и не ущемить интересы меньшинства, найти паритет между всеми разделяемыми представлениями и теми, которые только появляются в обществе, но могут нести в себе существенный развивающий эффект. Задача этапа целеполагания — в отборе цели, согласующейся с законами и нормами. Основной критерий при этом — легитимность.
В рамках знаниевой управленческой формы акцент переносит на разработку альтернативных представлений о целях организации, которая позволяет повысить устойчивость организационного развития в ситуации высокой нестабильности и изменчивости. Задача этапа целеполагания — в получении и наработке набора стратегий, сценариев возможных действий в зависимости от развития ситуации. Основной критерий при этом — осуществимость стратегий.

## Значение партиципативной культуры в организации
Определить значение партиципативной культуры в жизнедеятельности организации можно лишь с учетом того обстоятельства, что для неё характерны специфические управленческие формы, выполняющие функцию воспроизведения социального опыта параллельно с функцией регулирования деятельности людей в этой организации. Данные управленческие формы обеспечивают воспроизведение совокупности норм, ценностей, философских принципов и психологических установок, предопределяющих поведение людей в организации. Наличие управленческой формы позволяет отыскивать различные варианты решения возникающих проблем. В частности, в случае конфликтов его участники могут апеллировать к легитимному мнению большинства заинтересованных участников (в демократической управленческой форме) или к развернутой аргументации для убеждения противников (в знаниевой управленческой форме).